# Diga di İkizcetepeler
La diga d'Ikizcetepeler è una diga della Turchia. Si trova nella provincia di Balıkesir. Il lago è alimentato da numerosi fiumi tra cui il Kille Çayı, il fiume emissario della diga è chiamato Kocadere ou Kille Çayı e Nergis ÇayıNergis Çayı. Il fiume attraversa la pianura di Balıkesir e confluisce col fiume Susurluk Çayı.